# Lysimachos
Lysimachos (tiếng Hy Lạp: Λυσίμαχος, tiếng Anh: Lysimachus; 360 TCN – 281 TCN) là một vị tướng Macedonia và là người kế thừa của Alexandros Đại đế năm 306 TCN để thống trị Thrace, Tiểu Á và Macedonia.

## Thời niên thiếu
Lysimachos sinh năm 362 hoặc 361 TCN, ông là con trai của một người Thessaly, Agathocles vùng Crannon. Ông được chấp nhận là người Macedonia và được giáo dục trong cung điện tại Pella. Ông được bổ nhiệm làm Somatophylax dưới triều đại của Philipos II. Trong chiến dịch chinh phục Ba Tư, ông là một trong những cận vệ thân cận của Alexandros. Vào năm 324 TCN, ông được phong làm thống đốc tại Susa vì những công lao của ông tại Ấn Độ. Sau cái chết của Alexandros năm 323 TCN, ông được chỉ định cai trị Thrace như một Strategos.

## Trở thành một Diadochi
Năm 315 TCN, ông tham gia cùng với Cassandros, Ptolemaios và Seleukos chống lại Antigonus, người mà đã làm chuyển sự chú ý của ông với Thrace và các bộ tộc Scythia đã chống lại ông.
Vào năm 306 TCN, ông đã thành lập thành phố Lysimachia,ở phần gần chỗ nối giữa Chersonese với lục địa. Ông cũng đã bắt chước theo Antigonus dùng tên hiệu của vua.
Vào khoảng năm 306 TCN-305 TCN, ông đã xưng vương cho tới khi qua đời tại Corupedium tháng 1 năm 282 TCN.
Năm 302 TCN, khi liên minh lần 2 giữa Cassander, Seleukos và Ptolemaios được thành lập, Lysimachos đã được tăng cường thêm quân từ Cassander, và khi tiến quân vào Tiểu Á, ông chỉ gặp phải sự kháng cự không đáng kể. Bắt chước phương pháp của Antigonos, vào tháng đầu mùa đông năm đó, ông ta tiến đến gần Heraclea, kết hôn với nữ hoàng góa phụ Amastris, một công chúa Ba Tư. Năm 301 TCN, Seleukos I tham gia cùng với ông, và tại trận Ipsus, Antigonos bị đánh bại và bị giết. Lãnh địa của ông ta được phân chia cho những người chiến thắng. Lysimachos được chia Lydia, Ionia, Phrygia và bờ biển phía bắc của Tiểu Á.

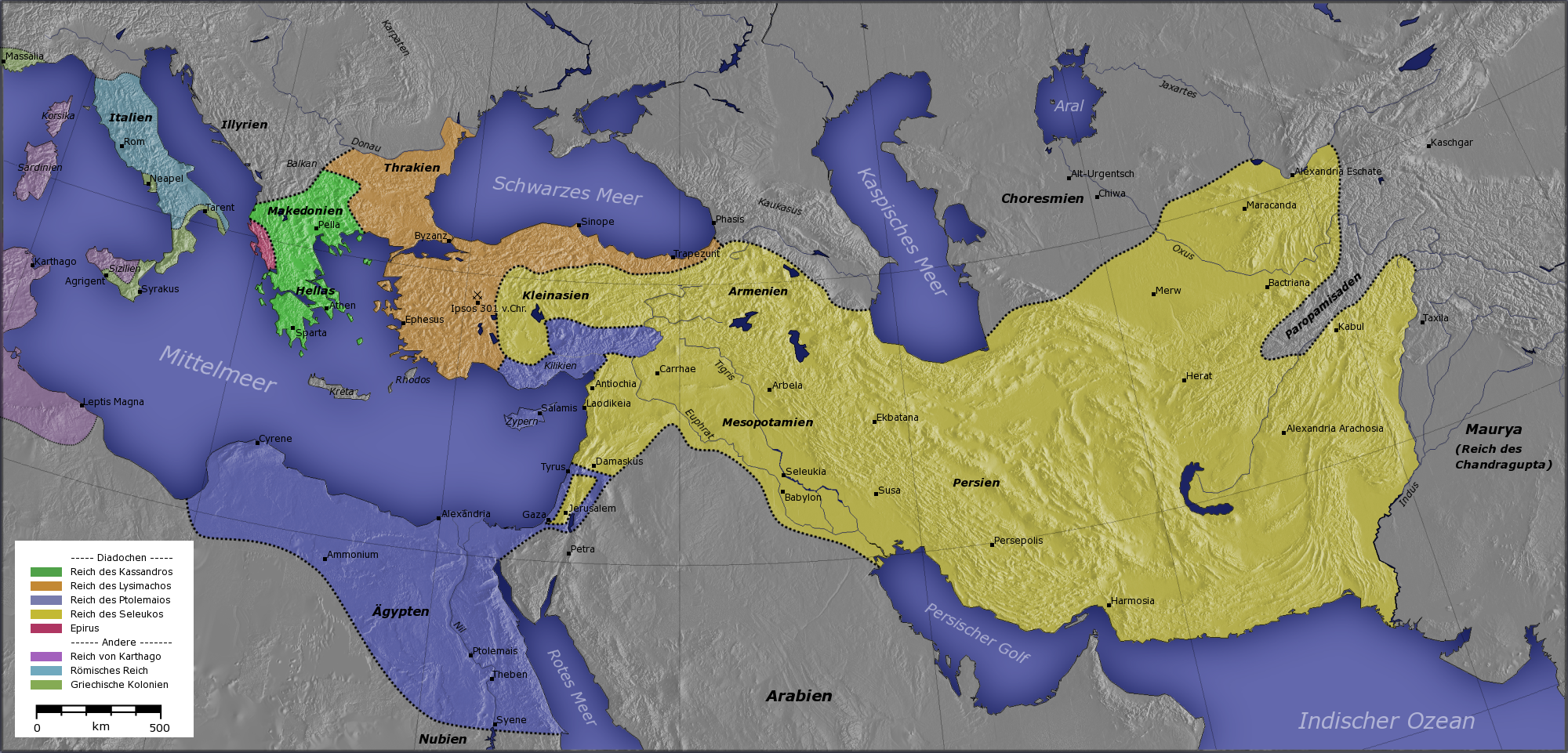
Vương quốc của Lysimachos
Các diadochi khác
Vương quốc củaCassandros
Vương quốc củaSeleukos
Vương quốc củaPtolemaios
Epirus
Khác
Carthage
Rome
Thuộc địa Hy Lạp

Cảm thấy rằng Seleukos đã trở nên rất nguy hiểm, lúc này, Lysimachos đã liên minh với Ptolemaios và cưới con gái của ông ta là Arsinoe II của Ai Cập. Amastris đã rời bỏ ông và quay trở về Heraclea. Khi con trai của Antigonos, Demetrios I của Macedonia tiếp tục gây chiến (năm 297 TCN) và trong khi ông ta đang bận rộn ở Hy Lạp, Lysimachos đã chiếm lấy các thành phố của ông ta tại Tiểu Á. Nhưng vào năm 294 TCN, đã ký một hiệp ước hòa bình trong đó công nhận Demetrios là vua của Macedonia. Ông đã cố gắng mở rộng quyền lực của mình vượt qua sông Danube nhưng bị vua Getae là Dromichaetes (Dromihete)đánh bại và bị bắt làm tù binh, sau đó Dromihete đã trả tự do cho ông mà không có khoản phí nào. Demetrios sau đó đe dọa Thrace, nhưng đã phải lui binh do cuộc nổi loạn bất ngờ ở Boeotia, và một cuộc tấn công do vua Pyrros của Ipiros phát động.
Trong năm 288 TCN, Lysimachos và Pyrros lần lượt xâm lược Macedonia và đánh đuổi Demetrios khỏi đất nước. Lysimachos để Pyrros sở hữu Macedonia trong vòng 7 tháng với danh hiệu của một vị vua trước khi ông xâm lược. Được một thời gian ngắn khi 2 vị vua cai trị cùng nhau trước khi Lysimachos trục xuất Pyrros vào năm 285 TCN.

## Những năm cuối đời

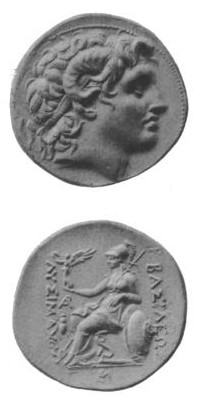
Tiền xu của Lysimachos. Dòng chữ Hy Lạp đọc là: ΒΑΣΙΛΕΩΣ ΛΥΣΙΜΑΧΟΥ "[tiền xu] của vua Lysimachos".

Những lục đục trong nước làm đau lòng Lysimachos những năm cuối đời. Chính hai người con trai của Amastris đã làm phản và sát hại bà. Để báo thù cho Amastris, nhà vua đã ra lệnh hành quyết bọn họ. Ngày ông trở về Arsinoe hỏi món quà của Heraclea, và ông đã đáp ứng yêu cầu của bà mặc dù ông đã hứa sẽ miễn cho thành phố. Vào năm 284 TCN, Arsinoe, do mong muốn nhà vua sẽ lập con trai mình làm Thái tử thay vì Agathocles (con trai cả của ông), nên đã lập mưu chống lại Agathocles với sự hỗ trợ của anh trai bà là Ptolemaios Keraunos: hai anh em bà đã buộc tội Agathocles âm mưu với Seleukos để chiếm ngôi, và ông ta đã bị vua cha hạ lệnh nhốt vào ngục rồi bị giết hại.
Hành động dã man này của Lysimachos gây nên sự phẫn nộ lớn. Nhiều người dân trong số các thành phố của châu Á nổi dậy, và nhiều bạn bè đáng tin cậy nhất của ông từ bỏ ông. Vợ góa của Agathocles bỏ trốn tới cung đình Seleukos, ông ta ngay lập tức xâm chiếm lãnh thổ của Lysimachos ở châu Á. Năm 281 TCN, Lysimachos vượt qua eo biển Hellespont và tiến vào Lydia, và trong trận chiến quyết định tại Corupedium, ông đã tử trận. Sau vài ngày cơ thể của ông đã được tìm thấy trên vùng đất này và đã được bảo vệ khỏi các loài chim săn mồi bởi con chó trung thành của ông. Thi hài Lysimachos đã được trao lại cho con trai của ông là Alexander, ông ta đã chôn cất ông tại Lysymachia.

## Gia đình
Lysimachos đã kết hôn ba lần và những người vợ của ông là:
- Cuộc hôn nhân đầu tiên: Nicaea, một quý tộc người Hy Lạp (Macedonia) và là con gái của nhiếp chính Antipater. Lysimachos cưới Nicaea vào khoảng năm 321 TCN. Nicaea sinh cho Lysimachos ba người con:
  - Một người con trai là Agathocles[8][9]
  - Một người con gái tên là Eurydice[8][9]
  - Một người con gái tên là Arsinoe I[8][9]

Nicaea có lẽ đã qua đời vào năm 302 TCN.
- Cuộc hôn nhân thứ hai: Công chúa Ba Tư Amastris. Lysimachos cưới bà vào năm 302 TCN. Tuy nhiên cuộc hôn nhân của Amastris với Lysimachos lại kéo dài không lâu, ông đã ly dị bà vào năm 300/299 TCN.
- Cuộc hôn nhân thứ ba: Công chúa Arsinoe II của nhà Ptolemaios. Arsinoe II kết hôn với Lysimachos vào năm 300/299 TCN và cuộc hôn nhân này kéo dài cho tới khi ông qua đời vào năm 281 TCN. Arsinoe II sinh cho Lysimachos ba người con trai:
  - Ptolemaios I Epigonos[8][10][11]
  - Lysimachos[8]
  - Philip[8]

Với một vợ lẽ người Odrysia, ông có một người con trai được đặt tên là Alexander.

## Liên kết bên ngoài
- Lysimachus
- Lysimachus' Dog & Nisaean Horses - Informative but non-scholarly essay on Lysimachus (Annotated with Sources).